# 提尼亞谷
提尼亞谷（Tinia Valles）是火星门农区一古老峽谷，位於南緯4.7度、西經149度，長約18.7公里，名稱來自一條意大利河流。谷壁有許多暗斜坡紋，這種條紋特徵被廣泛認為是原先覆蓋於深色地表上的淺色灰塵薄層崩塌形成。